# هواوی
شرکت فناوری‌های هوآوِی (به چینی: 华为技术公司) شرکت فناوری چندملیتی چینی است که در زمینهٔ شبکه‌های رایانه‌ای و ارتباطات فعالیت دارد. دفتر اصلی این شرکت در منطقه لانگانگ، شنژن، گوانگ‌دونگ قرار دارد. این شرکت طراحی، توسعهٔ فناوری، تولید و فروش تجهیزات مخابراتی دیجیتال، تجهیزات مخابرات نوری، لوازم الکترونیکی مصرفی، دستگاه‌های هوشمند، سیستم‌های عامل توزیع‌شده، سامانه‌های رانندگی خودکار، وسایل نقلیه الکتریکی و پنل‌های خورشیدی را انجام می‌دهد. این شرکت در سال ۱۹۸۷ توسط رن ژنگفی، افسر پیشین ارتش آزادی‌بخش خلق چین (PLA) تأسیس شد.
هوآوی در ابتدا بر روی تولید سوئیچ‌های تلفن متمرکز بود و به بیش از ۱۷۰ کشور گسترش یافت و شامل ساخت زیرساخت‌های شبکه مخابراتی، ارائه تجهیزات، خدمات عملیاتی و مشاوره‌ای و تولید دستگاه‌های ارتباطی برای بازار مصرف‌کننده شد. این شرکت در سال ۲۰۱۲ از اریکسون به عنوان بزرگ‌ترین تولیدکننده تجهیزات مخابراتی در جهان پیشی گرفت. هواوی در سال‌های ۲۰۱۸ و ۲۰۲۰ به ترتیب از اپل و سامسونگ پیشی گرفت و به بزرگ‌ترین تولیدکننده گوشی‌های هوشمند در سراسر جهان تبدیل شد. از سال ۲۰۲۴، بزرگ‌ترین حوزه کسب و کار هواوی در زمینه تجهیزات مخابراتی است. بزرگ‌ترین مشتری آن دولت چین است.
هوآوِی بیش از ۲۰۰ هزار کارمند در سراسر جهان دارد که حدود ۵۵٪ درصد کارمندان آن در بخش پژوهش و توسعه کار می‌کنند. این شرکت حدود ۲۰ مؤسسه پژوهش و توسعه در کشورهای چین، ایالات متحده، آلمان، سوئد، هند، روسیه و ترکیه دارد و در سال ۲۰۱۱ در حدود ۳٫۷۴ میلیارد دلار در پژوهش و توسعه سرمایه‌گذاری کرد. در سال ۲۰۱۰ هوآوی سود ۳٫۷ میلیارد دلار آمریکا را ثبت کرد. کالاها و خدماتش در ۱۴۰ کشور به‌کار گرفته‌شده و هم‌اکنون ۴۵ شرکت از ۵۰ شرکت اپراتور مخابراتی بزرگ جهان، از تجهیزات هوآوِی بهره می‌برند. هوآوی از سال ۲۰۰۷ به‌طور پیوسته در مدیریت ترافیک شبکه مخابراتی در مراسم حج با STC همکاری می‌کند.
این شرکت در برخی کشورها به دلیل نگرانی‌ها از اینکه تجهیزاتش ممکن است به دولت چین امکان جاسوسی بدهد، به‌سبب ارتباط ادعایی با نهادهای نظامی و اطلاعاتی این کشور، با مشکلاتی مواجه شده است. هوآوی مدعی است که منتقدان، از جمله دولت آمریکا، شواهدی از جاسوسی ارائه نکرده‌اند. کارشناسان می‌گویند قوانین ضدجاسوسی چین در سال ۲۰۱۴ و قانون اطلاعات ملی ۲۰۱۷ می‌توانند هوآوی و دیگر شرکت‌ها را مجبور به همکاری با نهادهای اطلاعاتی دولتی کنند. در سال ۲۰۱۲، سازمان‌های اطلاعاتی استرالیا و آمریکا نتیجه گرفتند که هک شبکه‌های مخابراتی استرالیا توسط هوآوی یا از طریق آن انجام شده است، هرچند دو اپراتور شبکه این اطلاعات را رد کرده‌اند.
در ژانویه ۲۰۱۸، ایالات متحده ادعا کرد که هوآوی تحریم‌های این کشور علیه ایران را نقض کرده و در نتیجه، از تجارت با شرکت‌های آمریکایی منع شد. دولت آمریکا همچنین خواستار استرداد مدیر مالی هوآوی از کانادا شد. در ژوئن ۲۰۱۹، هوآوی مشاغل مرکز تحقیقاتی خود در سانتا کلارا را کاهش داد و در دسامبر، رن، مدیرعامل هوآوی، اعلام کرد که این مرکز به کانادا منتقل می‌شود. در سال ۲۰۲۰، هوآوی برند آنر را به یک شرکت دولتی در شنژن فروخت تا «بقای آن» تحت تحریم‌های آمریکا تضمین شود. در نوامبر ۲۰۲۲، کمیسیون فدرال ارتباطات آمریکا فروش یا واردات تجهیزات ساخت هوآوی را به دلایل نگرانی‌های امنیت ملی ممنوع کرد. کشورهای دیگر از جمله اعضای اتحاد فایو آیز، اعضای کواد (هند و ژاپن) و ده کشور اتحادیه اروپا نیز محصولات هوآوی را ممنوع یا محدود کرده‌اند.

## ریشه نام
به گفته بنیانگذار شرکت رن ژنگفی، نام هوآوی از شعاری می‌آید که او روی دیوار دیده است، Zhonghua youwei به معنای "چین دستاوردهایی دارد" (中华有为؛)، زمانی که او شرکت را راه اندازی می‌کرد و به یک نام نیاز داشت.
Zhonghua یا Hua به معنای چین است، در حالی که youwei به معنای "وعده دهنده / نشان دادن دستاوردها" است. هوآوی همچنین به عنوان "دستاورد باشکوه" یا "میراث چین" ترجمه شده است که خوانش‌های احتمالی نام است.
در چینی پین‌یین، نام Huáwéi است، و در چینی ماندارین [xwǎwěi] تلفظ می‌شود. در زبان کانتونی، این نام با جیوت‌پینگ به صورت Waa 4 -wai 4 ترجمه شده و [wȁːwɐ̏i] تلفظ می‌شود. با این حال، تلفظ هواوی توسط غیر چینی‌ها در کشورهای دیگر به عنوان مثال "Hoe-ah-wei" در بلژیک و هلند متفاوت است.
این شرکت به دلیل نگرانی از اینکه ممکن است تلفظ افراد غیر چینی برایشان سخت باشد، تغییر نام به زبان انگلیسی را در نظر گرفته بود، اما تصمیم گرفت این نام را حفظ کند و به جای آن یک کمپین شناسایی برند راه‌اندازی کرد تا تلفظ نزدیک‌تر به «Wah-Way» ترویج کند. رن می‌گوید، «ما نام برند خود را تغییر نمی‌دهیم و به خارجی‌ها نحوه تلفظ آن را آموزش می‌دهیم. ما باید مطمئن شویم که آنها آن را مانند "Hawaii" تلفظ نمی‌کنند.»

## تاریخچه
در طول سال ۱۹۸۰ دولت چین یک استراتژی چندگانه برای گسترش زیرساخت‌های مخابراتی در کشور خود داشت. در پایان سال ۱۹۸۰، چندین گروه پژوهشی چینی در تلاش برای بدست آوردن توسعه و فناوری از راه سرمایه‌گذاری با شرکت‌های خارجی بودند؛ تا آنجا که سرانجام رن ژنگفی معاون و مدیر پیشین ارتش آزادی‌بخش در سال ۱۹۸۷ یک شرکت مخابراتی در شنژن چین، ساخت. او به‌جای تکیه بر سرمایه‌گذاری مشترک با شرکت‌های خارجی برای تضمین انتقال فناوری، با پژوهش و تکیه بر توسعه بومی تأسیس شرکت خود را کلید زد. در زمانی که ۱۰۰٪ فناوری از راه دور چین از راه واردات انجام می‌شد، رن ژنگفی به این موضوع امیدوار بود که بتواند یک شرکت مخابراتی چینی که قابلیت رقابت با رقبای خارجی را داشته باشد بسازد.

## گسترش جهانی
در سال ۱۹۹۷، هوآوی نخستین قرارداد بین‌المللی خود را در زمینه ارائه محصولات شبکه خط ثابت با شرکت هنگ‌کنگی Hutchison Whampoa امضاء کرد. پس از آن در همان سال محصولات وایرلس مبتنی بر GSM را راه‌اندازی کرد و در نهایت برای ارائه CDMA و UMTS گسترش یافت. در سال ۱۹۹۹، این شرکت مرکز تحقیق و توسعه (R&D) را در بنگلور هند به منظور توسعه دامنه گسترده‌ای از نرم‌افزارهای مخابراتی تأسیس کرد. از سال ۱۹۹۸ تا ۲۰۰۳ با IBM در راستای مشاوره مدیریتی و تحول قابل توجه مدیریتی و ساختار توسعه محصول قرارداد بست. در سال ۲۰۰۰ هوآوی سرعت گسترش خود به بازارهای جهانی افزایش داد که بیش از ۱۰۰ میلیون دلار را بدست آورد و یک مرکز R&D را در استکهلم سوئد تأسیس کرد. در سال ۲۰۰۱ هوآوی چهار مرکز R&D در ایالات متحده تأسیس کرد، در سال ۲۰۰۴ هوآوی به گسترش بین‌المللی خود با قراداد ساخت شبکه نسل سوم اپراتور موبایل Telfort هلند ادامه داد. این قرارداد بیش از ۲۵ میلیون دلار ارزش داشت که نخستین قرارداد با یک شرکت اروپایی بود. در سال ۲۰۰۵، برای اولین بار سفارش‌های قرارداد بین‌المللی از فروش داخلی پیشی گرفت. هوآوی یک توافق‌نامه چارچوب بین‌المللی را با ودافون امضاء کرد.
در ماه مه ۲۰۰۸ هوآوی و اپتوس مرکز نوآوری تلفن همراه را در سیدنی استرالیا گسترش دادند. در سال ۲۰۰۸، این شرکت اولین استقرار خود در فناوری UMTS/ HSPA را در مقیاس بزرگ جهانی در آمریکای شمالی برای ارائه نسل بعدی شبکه‌های وایرلس TELUS جدید و در بل کانادا با دسترسی سرعت بالای تلفن همراه ایجاد کرد.
سال ۲۰۰۳ حجم قراردادهای این شرکت به رقم قابل‌تامل ۸/۳ میلیارد دلار رسیده بود که نسبت به سال پیش از آن ۴۲ درصد رشد داشته و بالغ بر یک میلیارد دلار از این رقم، یعنی حدود ۲۷ درصد از این قراردادها مربوط به کشورهای خارجی بوده است. نکته جالب این‌که اگر میزان قراردادهای خارجی هوآوی را در همین سال با سال پیش از آن مقایسه کنیم، معلوم می‌شود که درآمدهای برون‌مرزی هوآوی حدود ۹۰ درصد رشد داشته است و این به معنی آن است که هوآوی در سال ۲۰۰۳ به عنوان یک چهره خوش‌نام در سطح بین‌المللی ظاهر شده است. پیش‌بینی مدیران هوآوی این است که فروش برون‌مرزی این شرکت در سال میلادی جاری، همین میزان از رشد را از آن خود کرده و نزدیک به ۲ میلیارد دلار خواهد رسید. تکرار جهش تقریباً صددرصدی فروش خارجی هوآوی پیام معنی‌داری برای کارشناسان اقتصادی دارد و آن این‌که هوآوی قصد تسخیر سریع بازارهای منطقه را دارد. حضور ۸ دفتر مرکزی بین‌المللی و ۵۰ دفتر نمایندگی هوآوی در کشورهای مختلف جهان موید این فرضیه است. یک نکته جالب دیگر در کسب وکار هوآوی، نحوه مهره‌چینی مراکز R&D این شرکت در سراسر جهان است که خبر از استراتژی بلندمدت این شرکت برای رویارویی با غول‌های صنعت فناوری اطلاعات در کشورهای صنعتی می‌دهد.
شرکت هواوی سپس به عرضه بسیاری از گوشی‌های هوشمند اندرویدی، عمدتاً تحت نام تجاری اسند (Ascend) ادامه داد. بااین‌حال، در سال ۲۰۱۵، هواوی خط اسند را متوقف کرد و روی پرچمدار جدید سری P خود که با هواوی P8 شروع شد، تمرکز کرد. در سال ۲۰۱۶، هواوی افتخار بزرگ‌ترین تولیدکننده گوشی‌های هوشمند در جهان را کسب کرد. در سال ۲۰۲۰ نیز، از نظر فنی با ارسال گوشی‌های هواوی بیشتر از سامسونگ در سه‌ماهه دوم به این مهم دست‌یافت.
آمار جدیدی که از سوی هوآوی اعلام شده بیان می‌کند که این شرکت تنها در شش‌ماهه ابتدایی سال ۲۰۲۰ موفق به فروش ۱۰۵ میلیون گوشی هوشمند و رسیدن به رتبه اول در میان تمام شرکت‌های فعال در این حوزه شده است. در جریان نشستی که در کنفرانس فناوری اطلاعات چین در سال ۲۰۲۰ برگزار شد، «یو چن دونگ» به عنوان مدیر عامل بخش کالاهای مصرفی شرکت هوآوی به صورت رسمی اعلام کرد که این شرکت در نیمه نخست سال ۲۰۲۰ موفق به کسب سودی معادل ۲۵۵٫۸ میلیارد یوآن (۳۶٫۷ میلیارد دلار) شده و با فروش ۱۰۵ میلیون دستگاه گوشی هوشمند، به رتبه اول در میان تمام تولیدکنندگان گوشی هوشمند در سراسر دنیا رسیده است.
علاوه بر این، شرکت هوآوی توانسته در جریان سه‌ماهه دوم سال ۲۰۲۰ نیز با کنار زدن رقیب کره‌ای خود به این عنوان دست پیدا کند. این اتفاق منجر به رسیدن محصولات هوآوی به جایگاه «پرفروش‌ترین گوشی‌های هوشمند جهان» در این بازه زمانی شده است. بنابر آمار رسمی منتشر شده توسط مؤسسه IDC، هوآوی در سه‌ماهه دوم سال ۲۰۲۰ شمار ۵۵٫۸ میلیون دستگاه فروخته و با این آمار به سهمی معادل ۲۰٫۲ درصد از کل بازار گوشی‌های هوشمند رسیده است. در این میان فروش داخلی هوآوی سهمی ۴۵ درصدی را از بازار گوشی‌های هوشمند چین به دست آورده، همچنین آمار IDC نشان می‌دهد که عمده سود هوآوی در گروه محصولات میان‌ردهٔ رو به بالا بوده است.
به نظر می‌رسد تمرکز بیش از پیش هوآوی در زمینه توسعه اکوسیستمی شامل انواع دستگاه‌ها از جمله لپ تاپ، تبلت، ساعت، هدفون و غیره که به راحتی نیز به یکدیگر متصل می‌شوند، از جمله سیاست‌های هوآوی بوده که تاکنون ثمرات مثبتی در رشد درآمد این شرکت داشته است.

### ایران
از آغاز به‌وجود آمدن هواوی شرکت مخابرات ایران با این شرکت چینی همکاری‌های بسیاری داشته و بیشتر آنتن‌های BTS تلفن همراه در ایران از این شرکت خریداری شده است. شرکت مبین‌نت و ایرانسل ارائه‌دهنده اینترنت وایمکس مودم‌های خود را از این شرکت خریداری و ارائه نموده است.
در ۲۸ ژانویه ۲۰۱۹ وزارت دادگستری آمریکا ادعانامه ای شامل ۱۳ مورد اتهام علیه شرکت هوآوی و منگ وانژو و مدیر ارشد شرکت هوآوی که در کانادا منتظر محاکمه بود تنظیم کرد. این اتهامات از جمله شامل کلاهبرداری بانکی و نقل و انتقالات پولی، کارشکنی در مسیر عدالت و سرقت فناوری از شرکت آمریکایی «تی موبیل» است. آمریکا خانم منگ و شرکت گوشی هواوی را متهم به دور زدن تحریم‌های ایران در حد فاصل سال‌های ۲۰۰۹ تا ۲۰۱۴ کرده است. ادعانامه وزارت دادگستری آمریکا می‌گوید که هوآوی، آمریکا و یک بانک بین‌المللی را در مورد روابط با دو زیرمجموعه اش به نام‌های «هوآوی دیوایس یو اس ای» و «اسکای کام تک» برای انجام معامله با ایران گمراه کرد. همچنین ادعا شده است که هوآوی، یک فناوری شرکت بزرگ «تی موبیل» آمریکا که از آن برای تست کردن قابلیت دوام تلفن‌های همراه استفاده می‌شود را سرقت کرده. این فناوری به نام «تپی» (Tappy) برای تست کردن تلفن‌ها، اثری مثل انگشتان دست انسان را روی تلفن شبیه‌سازی می‌کند. هوآوی می‌گوید که این دو شرکت در سال ۲۰۱۷ این اختلاف را حل و فصل کردند.

## تحریم و ممنوعیت
این شرکت به نقض مالکیت معنوی متهم شده است. نرم‌افزار و تجهیزات آن با نظارت جمعی از اردوگاه‌های اسارت اویغورها و سین کیانگ مرتبط بوده و تحریم‌های ایالات متحده را به دنبال داشته است. در این باره پرسش‌های مربوط به میزان نفوذ دولت بر هوآوی حول محور نقش قهرمان ملی آن در چین، یارانه‌ها و حمایت مالی از سوی نهادهای دولتی و واکنش‌های حکومت چین در پرتو مخالفت برخی کشورها با مشارکت هواوی در شبکه 5G بوده است.
این شرکت در برخی از کشورها با مشکلاتی مواجه شده است که ناشی از این نگرانی است که تجهیزات آن ممکن است، نظارت توسط دولت چین را به دلیل ارتباط با سازمان‌های نظامی و اطلاعاتی این کشور امکان‌پذیر کند. هواوی استدلال کرده است که منتقدانی مانند دولت ایالات متحده شواهدی مبنی بر جاسوسی نشان نداده‌اند. کارشناسان می‌گویند که قانون ضد جاسوسی چین در سال ۲۰۱۴ و قانون اطلاعات ملی ۲۰۱۷ می‌تواند هواوی و سایر شرکت‌ها را مجبور به همکاری با اطلاعات دولتی کند. در سال ۲۰۱۲، آژانس‌های اطلاعاتی استرالیا و ایالات متحده به این نتیجه رسیدند که هک شبکه‌های مخابراتی استرالیا توسط یا از طریق هواوی انجام شده است، اگرچه این دو اپراتور شبکه این اطلاعات را مورد مناقشه قرار داده‌اند.
در بحبوحه جنگ تجاری چین و ایالات متحده که در ژانویه ۲۰۱۸ آغاز شد، ایالات متحده مدعی شد که تحریم‌های این کشور علیه ایران توسط هوآوی نقض شده است که متعاقباً از تجارت با شرکت‌های آمریکایی محدود شد. دولت آمریکا همچنین درخواست استرداد مدیر ارشد مالی هواوی از کانادا را داشت. در ژوئن ۲۰۱۹، هواوی مشاغل خود را در مرکز تحقیقاتی سانتا کلارا کاهش داد. در سال ۲۰۲۰، هواوی موافقت کرد که برند آنر را به یک شرکت دولتی دولت شنژن بفروشد تا از بقای آن تحت تحریم‌های ایالات متحده اطمینان حاصل کند. در نوامبر ۲۰۲۲، کمیسیون ارتباطات فدرال (FCC) فروش یا واردات تجهیزات ساخته شده توسط هوآوی را به دلیل نگرانی‌های امنیت ملی، و سایر کشورها مانند همه اعضای فایو آیز، اعضای چهارگانه هند و ژاپن و ده کشور اتحادیه اروپا را ممنوع کرد. از آن زمان کشورهای اتحادیه اروپا نیز محصولات هوآوی را ممنوع یا محدود کرده‌اند.

## شرکا و مشتریان

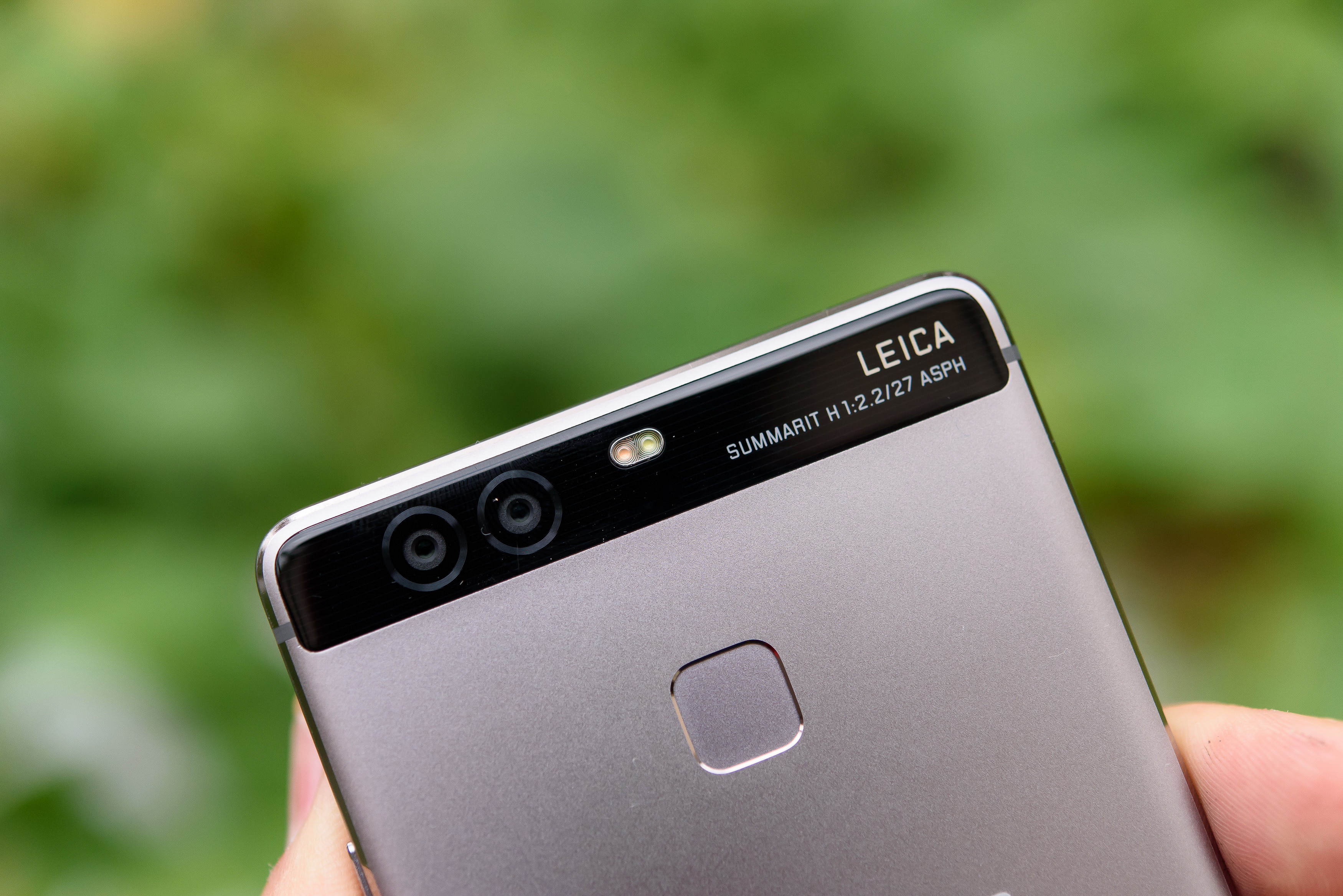
هواوی پی۹ اولین گوشی هوشمندی بود که با دوربین لایکا طراحی شد.

از ابتدای سال ۲۰۱۰، تقریباً ۸۰ درصد از ۵۰ شرکت برتر مخابراتی جهان با هواوی کار کرده بودند. در سال ۲۰۱۶، شرکت آلمانی دوربین لایکا با هواوی همکاری کرد و دوربین‌های لایکا در گوشی‌های هوشمند هوآوی، از جمله سری P و Mate، به کار گرفته شد. اولین گوشی هوشمندی که با دوربین لایکا تولید شد، هواوی پی۹ بود. از می ۲۰۲۲، همکاری هواوی با لایکا به پایان رسیده بود. از سال ۲۰۲۳، سازندگان گوشی‌های هوشمند آنر و شیائومی با لایکا همکاری دارند.
در آگوست ۲۰۱۹، هواوی با شرکت عینک سازی جنتل مانستر همکاری کرد و عینک‌های هوشمند را عرضه کرد. در نوامبر ۲۰۱۹، هوآوی با Devialet شریک شد و از بلندگوی جدید با طراحی خاص به نام Sound X رونمایی کرد در اکتبر ۲۰۲۰، این شرکت سرویس مسیریابی خود را با نام Petal Maps منتشر کرد که با مشارکت سازنده دستگاه‌های ناوبری هلندی تام‌تام توسعه داده شد.
تمرکز اصلی شرکت هوآوی ساخت تلفن همراه و ایجاد شبکه از طریق مشارکت بود. در ماه مارس سال ۲۰۰۳ شرکت هوآوی طی یک سرمایه‌گذاری مشترک با شرکت ۳کام که یک شرکت آمریکایی در زمینه ارتباطات و شبکه بود، تمرکز خود را بر تحقیق و توسعه و تولید و فروش محصولات شبکه داده متمرکز کردند. این شرکت در سال ۲۰۰۶ به هوآوی واگذار شد. در سال ۲۰۰۶ سهام شرکت نوکیا زیمنس ۵۱٪ و هوآوی ۴۹٪ بود و این برای هوآوی معنای پیشرفت می‌داد. هواوی به عنوان شرکتی که متعلق به کارمندان خود است، بواسطه اتحادیه سرمایه‌گذاری و هلدینگ با مسئولیت محدود خود و با اجرای طرح سهامداری کارمندان، در حدود ۹۶۷۶۸ کارمند سهام‌دار را شامل می‌شود. شایان ذکر است که این طرح تنها مختص کارمندان است و سایر شرکت‌های دولتی و خصوصی خارج از هواوی در آن سهیم نیستند.

## محصولات و خدمات
هوآوی محصولات مصرفی گوناگونی برای استفادهٔ مصرف‌کنندگان نهایی (عموم مردم) شامل انواع مختلفی از مودم usb، مودم بی‌سیم، ماژول‌ها، set-top box، ترمینال‌های بی‌سیم، گوشی‌های تلفن همراه و محصولات ویدئویی را به بازار عرضه کرده است.
هوآوی در سال ۲۰۱۰، ۱۲۰ میلیون دیوایس را به سراسر جهان عرضه کرده است. از ۳۰ میلیون تلفن همراه که ۳٫۳ میلیون آن اسمارت فون بودند به بازارهای ژاپن، ایالات متحده و اروپا عرضه شدند.

### شبکه‌های مخابراتی
هوآوی سوئیچ‌های نرم‌افزاری موبایل و ثابت، به‌علاوه نسل بعدی زیر سیستم سوئیچینگ شبکه و زیرسامانه چندرسانه‌ای آی‌پی (IMS) را ارائه می‌کند. هوآوی خط اشتراک دیجیتال، شبکه نوری نافعال (PON) و نسل بعدی آن را را روی یک پلتفرم به فروش می‌رساند. این شرکت همچنین زیرساخت‌های تلفن همراه، دسترسی باند پهن و روترها و سوئیچ‌های ارائه دهنده خدمات (SPRS) را ارائه می‌دهد. محصولات نرم‌افزاری هواوی شامل پلتفرم‌های ارائه خدمات (SDP)، زیرسیستم‌های ایستگاه پایه و غیره است. از سال ۲۰۲۳، تجهیزات شبکه مخابراتی همچنان حوزه اصلی کسب و کار هواوی است که نیمی از درآمد سال این شرکت را تشکیل می‌دهد.

### پروژه‌های کابل فیبر نوری
هواوی مارین در سال ۲۰۰۹ سیستم کابلی ارتباطی زیردریایی HANNIBAL را برای مخابرات تونس در سراسر دریای مدیترانه به ایتالیا تحویل داد. هواوی مارین در بسیاری از پروژه‌های کابل فیبر نوری مرتبط با ابتکار کمربند و جاده شرکت دارد. هواوی مارین پروژه فیبر نوری چین-پاکستان را که در امتداد دالان اقتصادی پاکستان–چین اجرا می‌شود، تکمیل کرد. در سال ۲۰۱۸، هواوی مارین سیستم کابلی اینترلینک آتلانتیک جنوبی (SAIL) را تکمیل کرد که از کریبی، کامرون تا فورتالزا، برزیل ادامه دارد. همچنین کابل فیبر داخلی کومول را از اندونزی به پاپوآ گینه نو ساخت. به عنوان بخشی از پروژه آفریقای هوشمند، هواوی مارین شبکه فیبر نوری ۲۸۰۰ مایلی گینه را ساخت.

### خدمات جهانی
خدمات جهانی هواوی به اپراتورهای مخابراتی تجهیزاتی برای ساخت و راه اندازی شبکه‌ها و همچنین خدمات مشاوره و مهندسی برای بهبود کارایی عملیاتی ارائه می‌دهد. این خدمات شامل خدمات یکپارچه‌سازی سامانه مانند خدمات شبکه‌های تلفن همراه و ثابت و خدمات تضمینی مانند ایمنی شبکه؛ و خدمات یادگیری، مانند مشاوره شایستگی است.

### دستگاه‌ها
بخش دستگاه‌های هوآوی محصولات دارای برچسب سفید را در اختیار ارائه‌دهندگان خدمات محتوا از جمله مودم‌های USB، مودم‌های بی‌سیم و روترهای بی‌سیم برای وای فای موبایل، ماژول‌های تعبیه‌شده، پایانه‌های بی‌سیم ثابت، دروازه‌های بی‌سیم، گیرنده دیجیتال تلویزیون، تلفن همراه و محصولات ویدیویی قرار می‌دهد. هواوی همچنین دستگاه‌های مختلفی را مانند گوشی‌های هوشمند، تبلت‌های رایانه‌های شخصی، هدفون‌ها و ساعت هوشمند هواوی با نام خود تولید و به فروش می‌رساند.

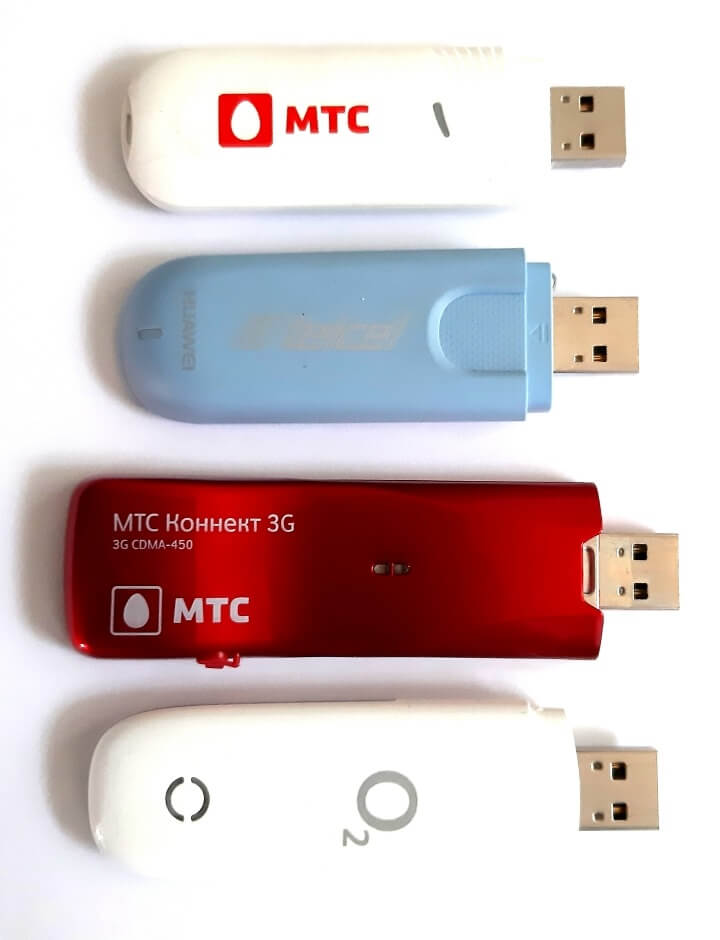
مودم یواس بی
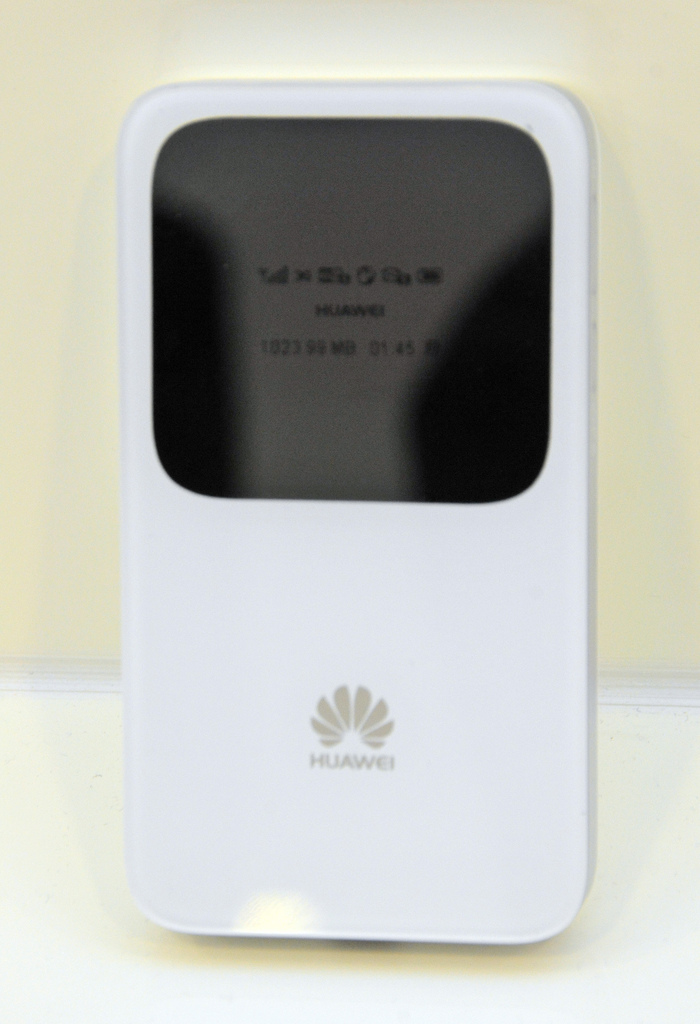
مود هووای
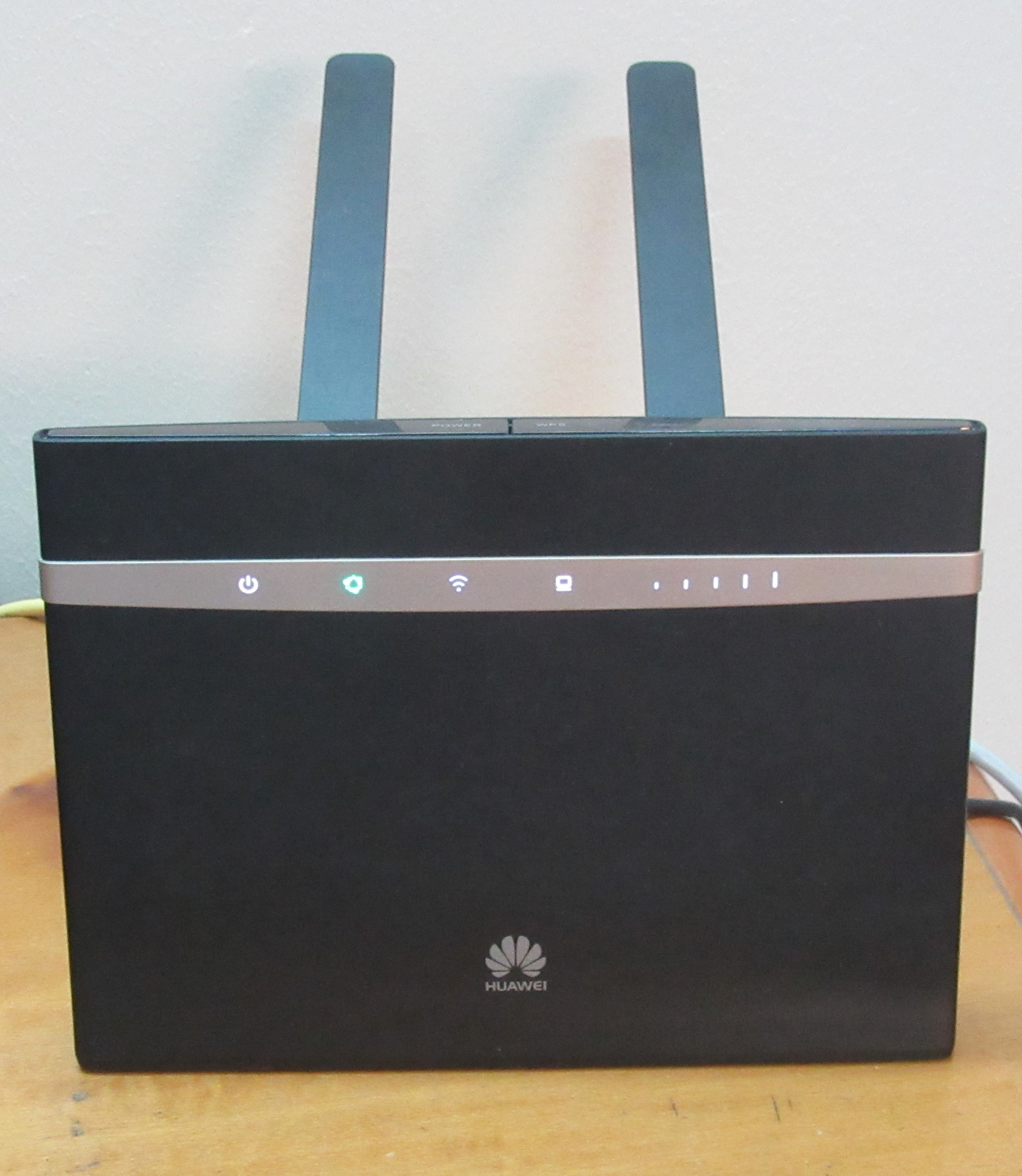
مودم ۴ جی

### نیمه رسانا
هواوی از طریق زیرمجموعه خود به نام HiSilicon یکی از بزرگ‌ترین طراحان داخلی تراشه در چین است. این شرکت اغلب با شرکت بین‌المللی تولید نیمه رسانا (SMIC) برای تولید تراشه‌های خود همکاری می‌کند. از آوریل ۲۰۲۴، هواوی همچنین در حال ساخت یا پشتیبانی از ساخت پنج کارخانه نیمه رسانا است.

### تلفن

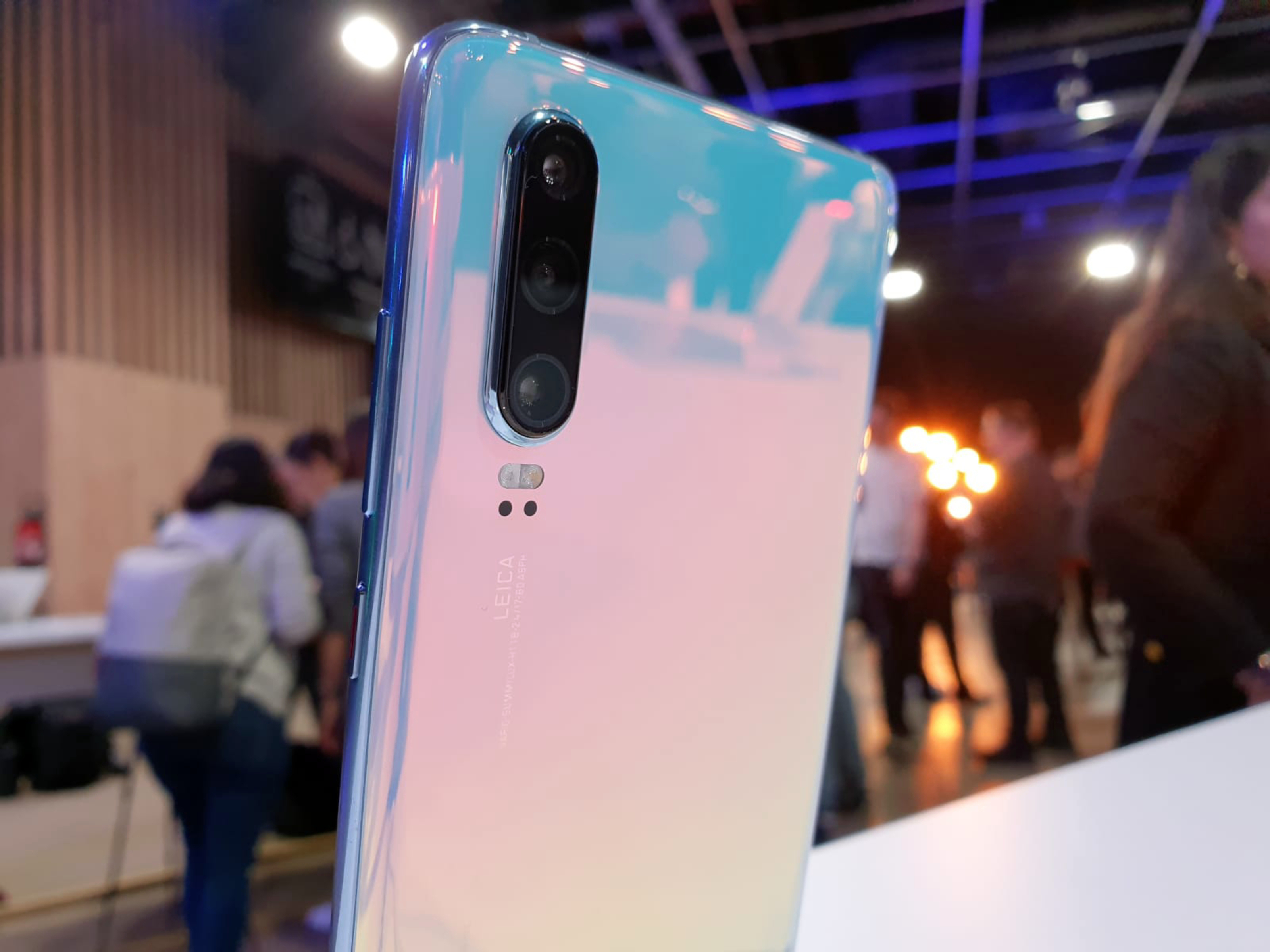
هواوی پی۳۰ با دوربین اپتیک لایکا با لنز سه‌گانه عقب

هواوی از سه‌ماهه اول سال ۲۰۱۹، پس از سامسونگ، دومین تولیدکننده بزرگ گوشی هوشمند در جهان است. مجموعه تلفن‌های آن‌ها شامل گوشی‌های هوشمند رده بالا، سری میت هواوی و هواوی سری پی و گوشی‌های ارزان‌تری است که تحت برند آنر قرار دارند.
گوشی‌های ارزان‌تر تحت برند آنر قرار می‌گیرند. آنر به منظور ارتقای تلفن‌های با برند هواوی به عنوان محصولات برتر ایجاد شد. در سال ۲۰۲۰، هواوی با فروش برند آنر به شرکت دولتی شهرداری شنژن موافقت کرد. در ابتدا گزارش شد که آنر از دسترسی به ای پی‌های هواوی که شامل بیش از ۱۰۰۰۰۰ پتنت فعال تا پایان سال ۲۰۲۰ است، قطع شده است و علاوه بر این نمی‌تواند از منابع بزرگ تحقیق و توسعه هوآوی که در آن ۲۰ میلیارد دلار برای سال ۲۰۲۱ متعهد شده بود، استفاده کند. با این حال، مجله وایرد در سال ۲۰۲۱ اشاره کرد که دستگاه‌های آنر هنوز نرم‌افزار خود را چندان از تلفن‌های هواوی متمایز نکرده‌اند و برنامه‌های اصلی و ویژگی‌های مهندسی خاص، مانند ویژگی‌های دوربین مهندسی شده آنر در هر دو گوشی تقریباً یکسان به نظر می‌رسند.

#### تاریخچه گوشی‌های هواوی
در جولای ۲۰۰۳، هواوی بخش گوشی خود را تأسیس کرد و در سال ۲۰۰۴، هوآوی اولین گوشی خود را با نام C300 را روانه بازار کرد. موبایل U626 اولین گوشی 3G هوآوی در ژوئن ۲۰۰۵ بود و در سال ۲۰۰۶، هوآوی اولین گوشی 3G با برند ودافون، V710 را عرضه کرد.
U8220 اولین گوشی هوشمند اندرویدی هواوی بود که در همایش جهانی گوشی همراه ۲۰۰۹ رونمایی شد. در نمایشگاه بین‌المللی سی‌ئی‌اس ۲۰۱۲، هواوی سری اسند را با Ascend P1 S معرفی کرد. در ژانویه ۲۰۱۵، هواوی برند اسند را برای گوشی‌های پرچمدار خود متوقف کرد و سری جدید P را با هواوی پی۸ معرفی کرد. هوآوی همچنین با گوگل برای ساخت نکسوس ۶پی که در سپتامبر ۲۰۱۵ منتشر شد، همکاری کرد

در ماه مه ۲۰۱۸، هواوی اعلام کرد که دیگر اجازه باز کردن قفل بوت لودر گوشی‌های خود را نمی‌دهد تا پس از توقف هواوی، نرم‌افزار سیستم شخص ثالث یا به روز رسانی‌های امنیتی نصب شود. هوآوی در حال حاضر شناخته شده‌ترین شرکت بین‌المللی در چین و پیشگام استاندارد تلفن همراه 5G است که در چند سال اخیر در سطح جهانی مورد استفاده قرار گرفته است.

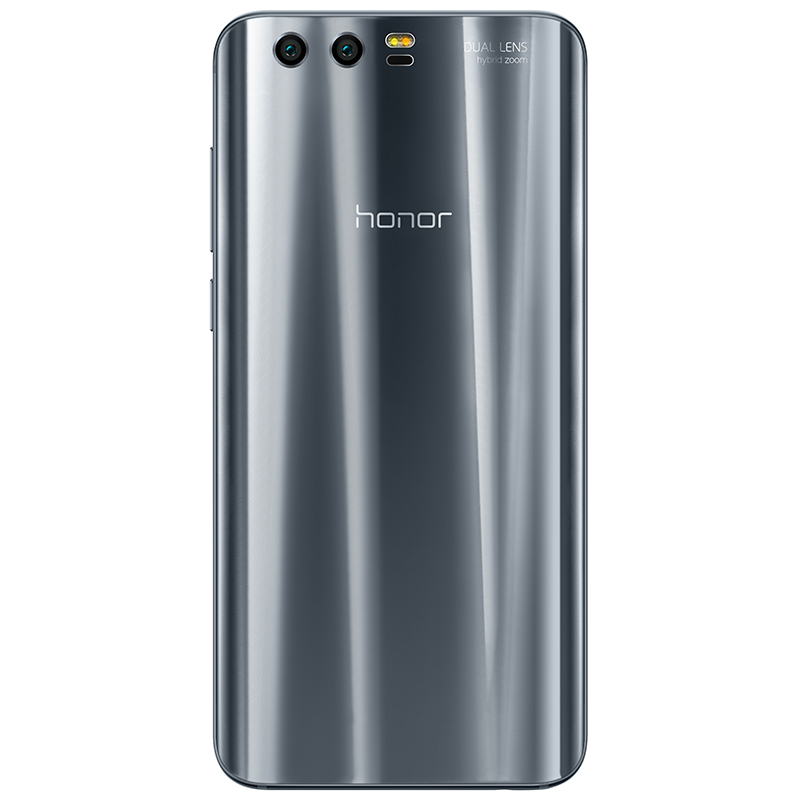
آنر ۹
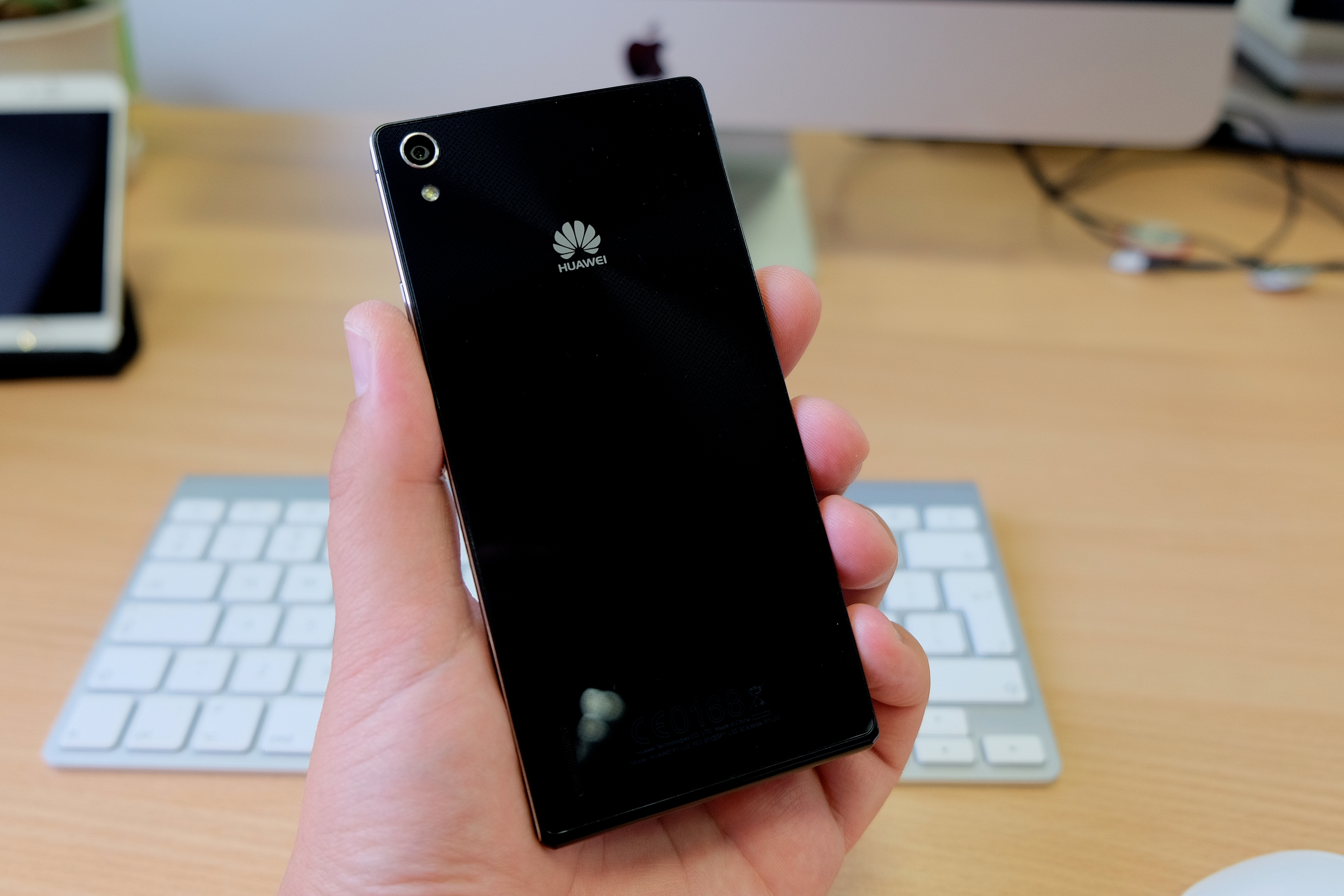
هواوی اسند پی۷
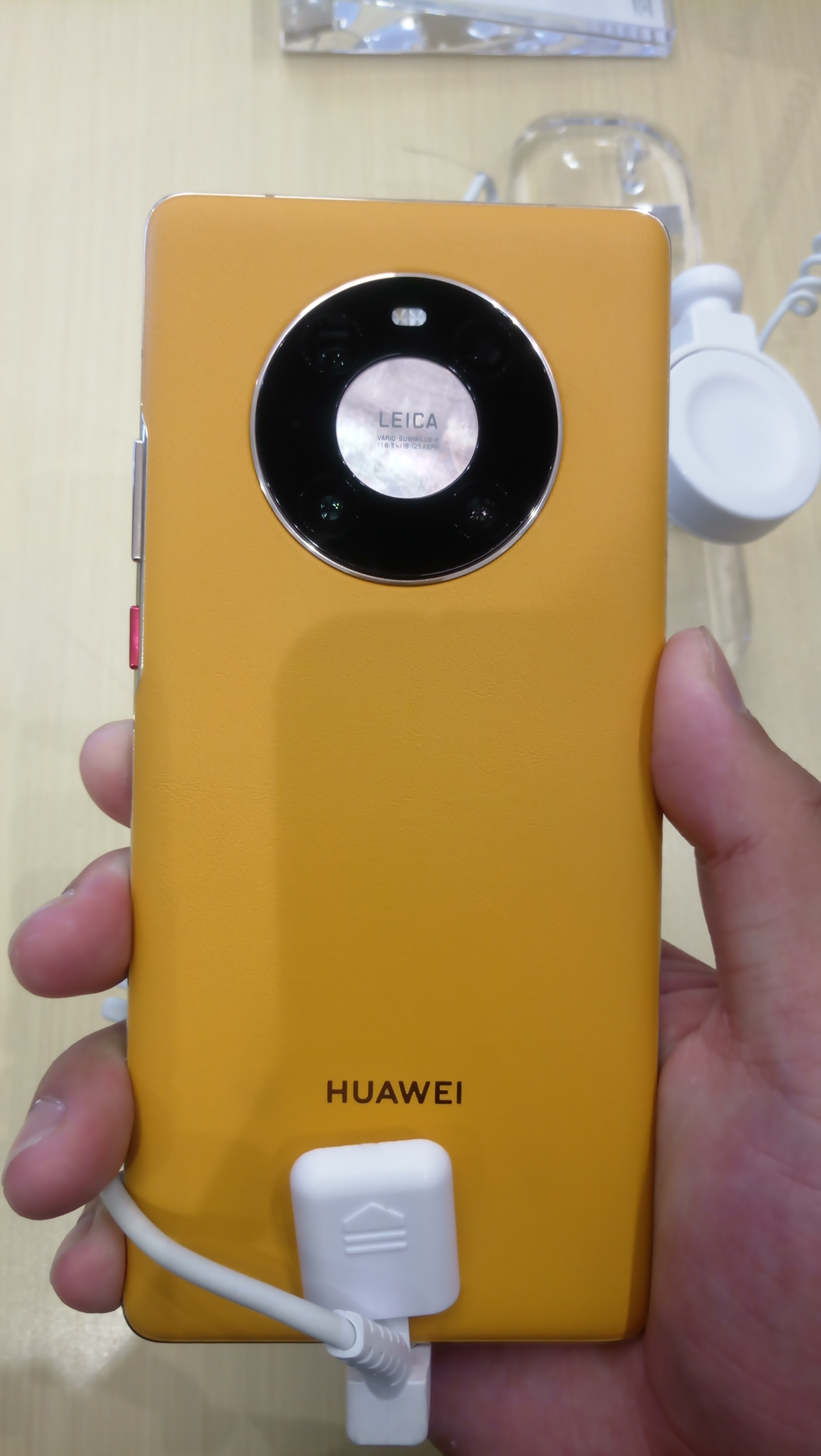
هواوی میت ۴۰ پرو
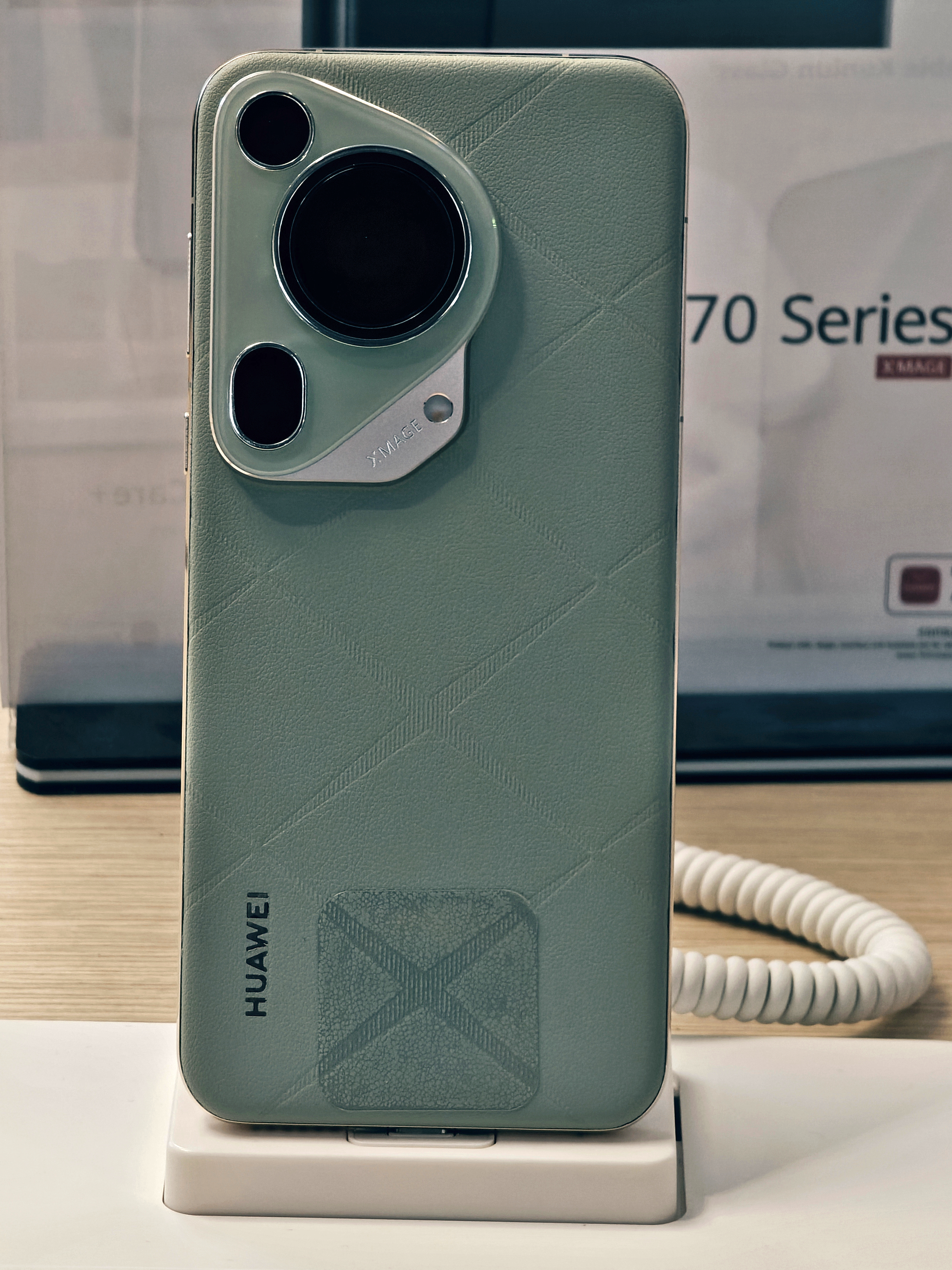
هواوی پیورا ۷۰ اولتر

### لپ تاپ

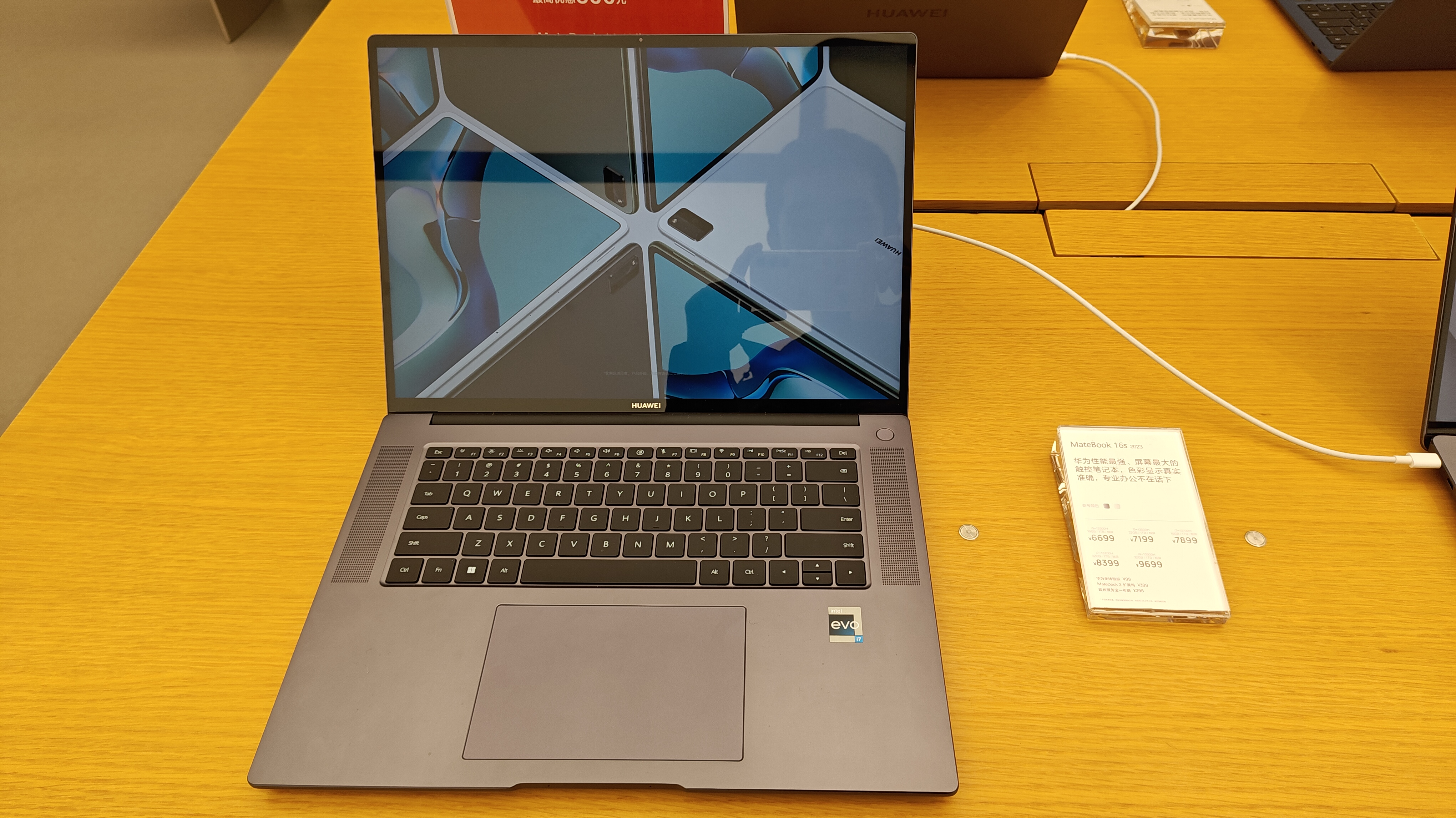
هواوی میت بوک

در سال ۲۰۱۶، هواوی با عرضه سری لپ تاپ‌های هواوی میت بوک وارد بازارهای لپ تاپ شد. آنها به عرضه مدل‌های لپ تاپ در این سری تا سال ۲۰۲۰ ادامه داده‌اند و جدیدترین مدل‌های آنها هواوی میت بوک ایکس پرو و میت بوک ۱۳ است.

### تبلت
میت پد پرو، در نوامبر ۲۰۱۹ عرضه شد و پس از آن، نسخه‌های بعدی این تبلت را منتشر کرد. هوآوی رتبه اول را در بازار تبلت‌های چینی و رتبه دوم جهانی را از چهارماهه چهارم ۲۰۱۹ دارد

### رایانه‌های شخصی
MateStation S و X در سپتامبر ۲۰۲۱ عرضه شدند که ورود هواوی به فضای رایانه‌های رومیزی با رایانه‌های All-in-one و Thin Client را نشان می‌دهد.

### پوشیدنی‌ها
ساعت هواوی یک ساعت هوشمند مبتنی بر ور اواس است که توسط هواوی ساخته شده است. این محصول در ۲ سپتامبر ۲۰۱۵ در نمایشگاه ایفا معرفی شد. از سال ۲۰۲۰، هواوی مدل‌های بعدی را با استفاده از سیستم‌عامل‌های داخلی از مدل‌های مجهز به LiteOS گرفته تا آخرین ساعت‌های مجهز به سیستم عامل هارمونی عرضه کرد. این اولین ساعت هوشمند تولید شده توسط هواوی است. آخرین ساعت آنها، ساعت Ultimate Design در ۲۵ سپتامبر ۲۰۲۳ معرفی شد و در ۴ اکتبر ۲۰۲۳ در سراسر جهان منتشر شد.

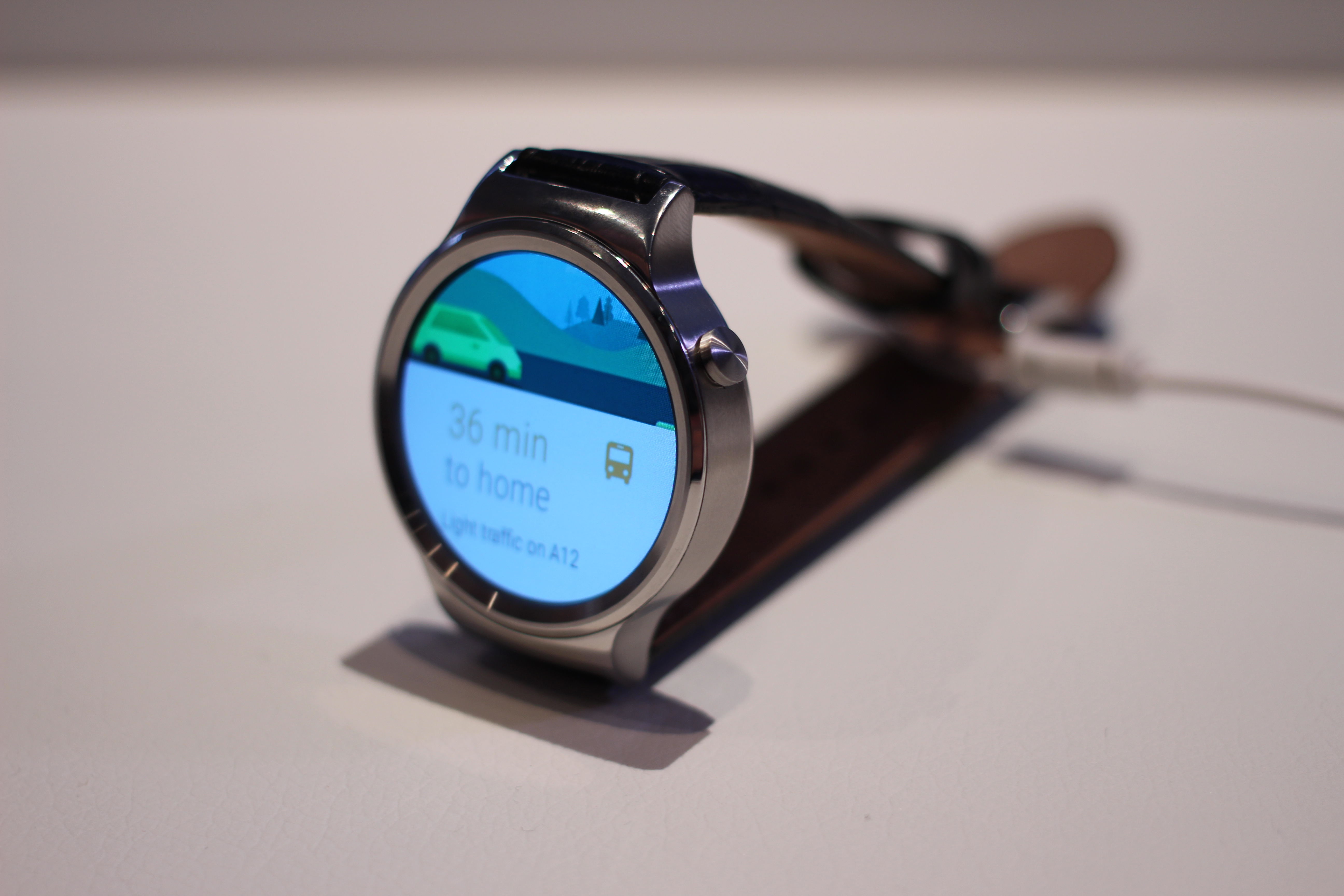
ساعت هوشمند هواوی
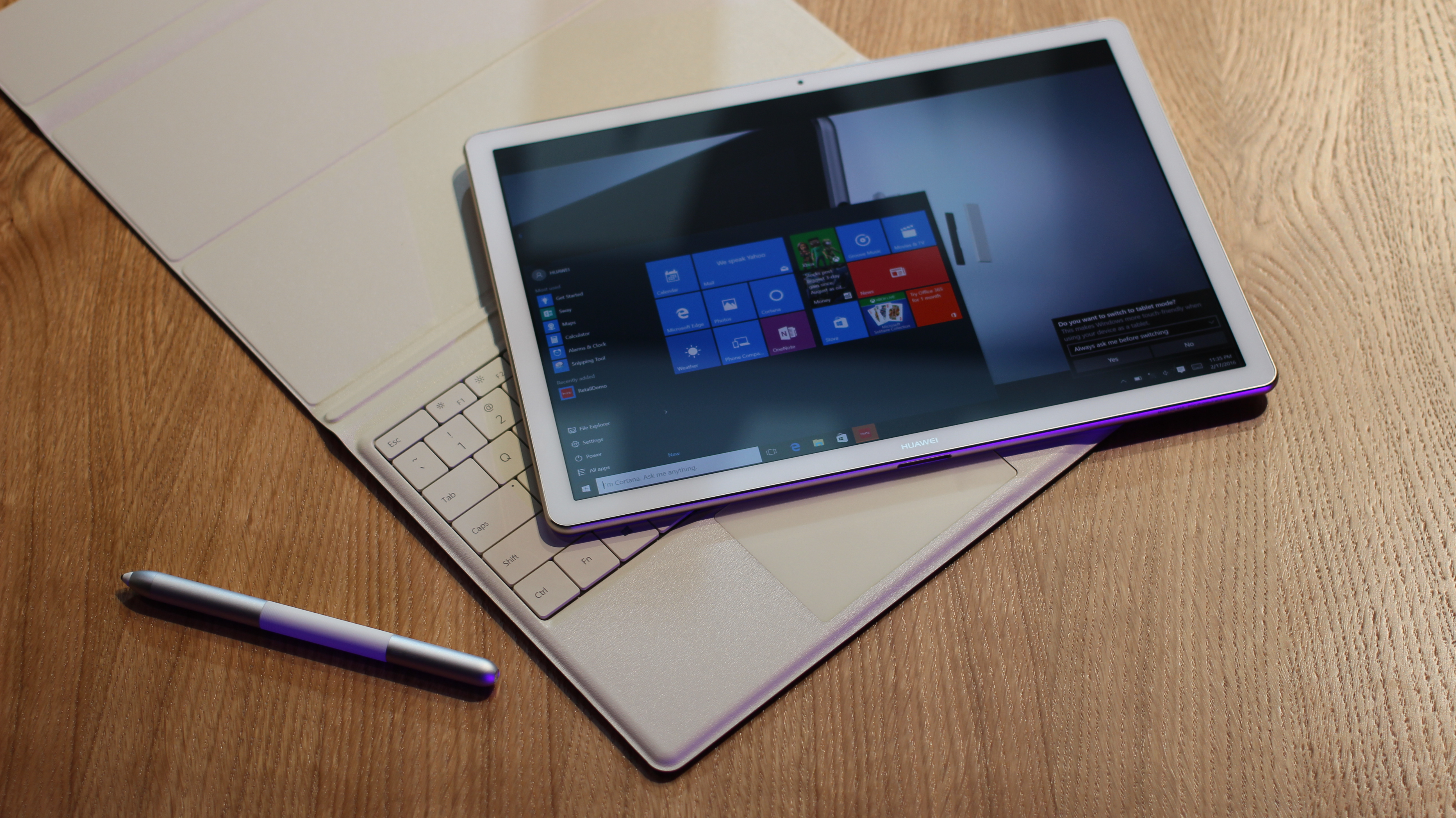
میت بوک

### نرم‌افزار

#### EMUI
این نرم‌افزار بر اساس پروژه منبع باز اندروید گوگل (AOSP) توسعه یافت. EMUI روی اکثر دستگاه‌های تلفن هوشمند هواوی و زیرمجموعه‌های سری آنر نصب شده است.

#### سیستم عامل هارمونی

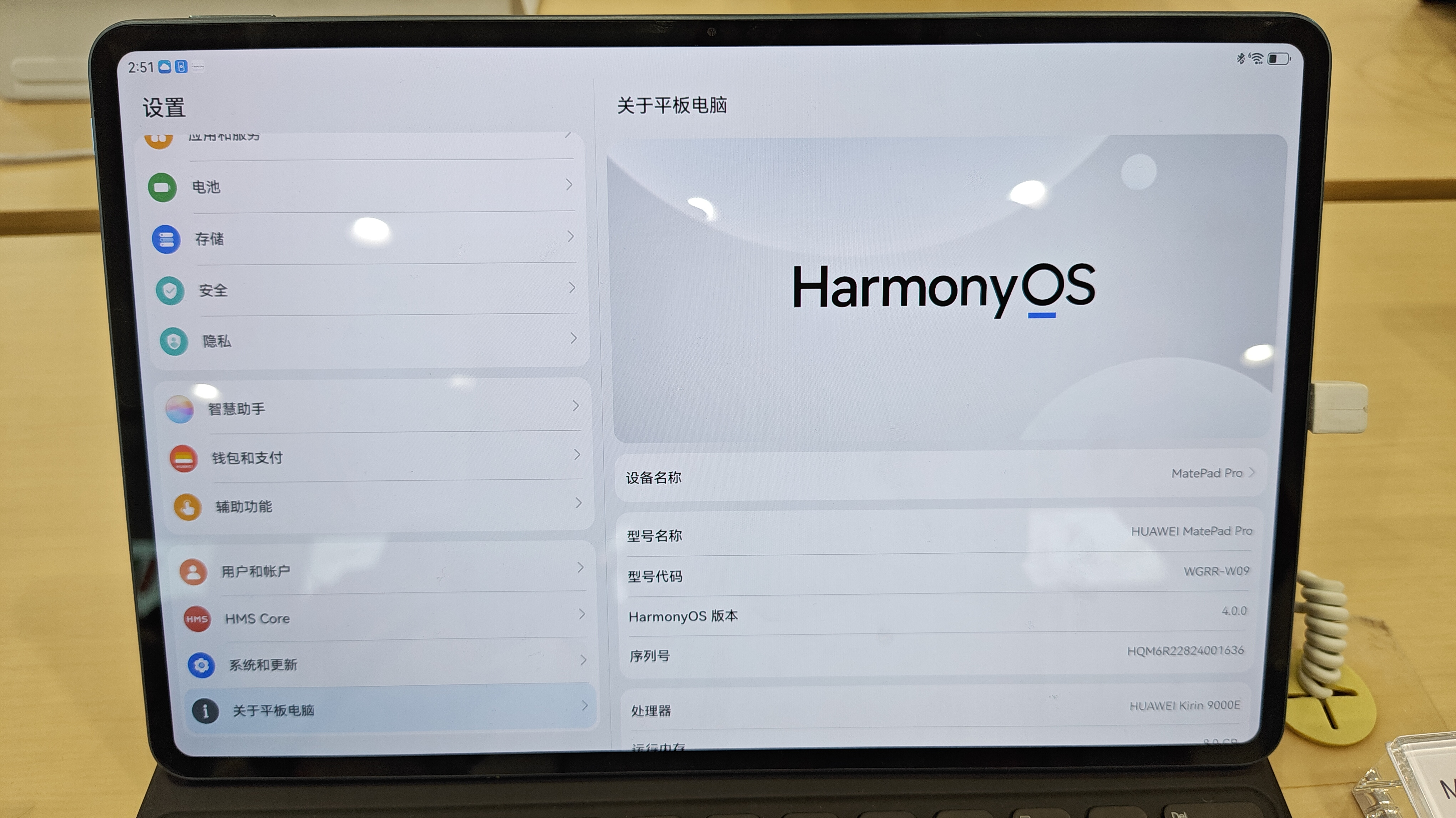
نمایی از سیستم عامل هارمونی

هارمونی او اس (HMOS) یک سیستم عامل توزیع شده است که توسط هواوی برای گوشی‌های هوشمند، تبلت‌ها، تلویزیون‌های هوشمند، ساعت‌های هوشمند، رایانه‌های شخصی و سایر دستگاه‌های هوشمند توسعه یافته است که طراحی چند هسته ای با چارچوب‌های دوگانه دارد.

### خودرو
هواوی همکاری خود را با چند خودروساز از جمله سیرس، چری اتومبیل، بایک موتور، چانگان موتورز و گروه گاک تضمین کرده است.

#### AITO
برند Aito برند خودروهای برقی برتر هوآوی با همکاری شرکت خودروسازی سیرس است. در دسامبر ۲۰۲۱، از AITO M5 به عنوان اولین وسیله نقلیه ای که با همکاری هواوی توسعه داده شد، رونمایی شد. این مدل عمدتاً توسط سیرس توسعه داده شده است و در اصل یک کراس اوور Seres SF5 بازسازی شده است. این مدل با نام تجاری جدیدی به نام AITO به فروش می‌رسد که مخفف عبارت Adding Intelligence to Auto است و از هوآوی درایووان و هارمونی او اس استفاده می‌کند و Seres SF5 از هوآوی درایووان و HiCar استفاده می‌کند.

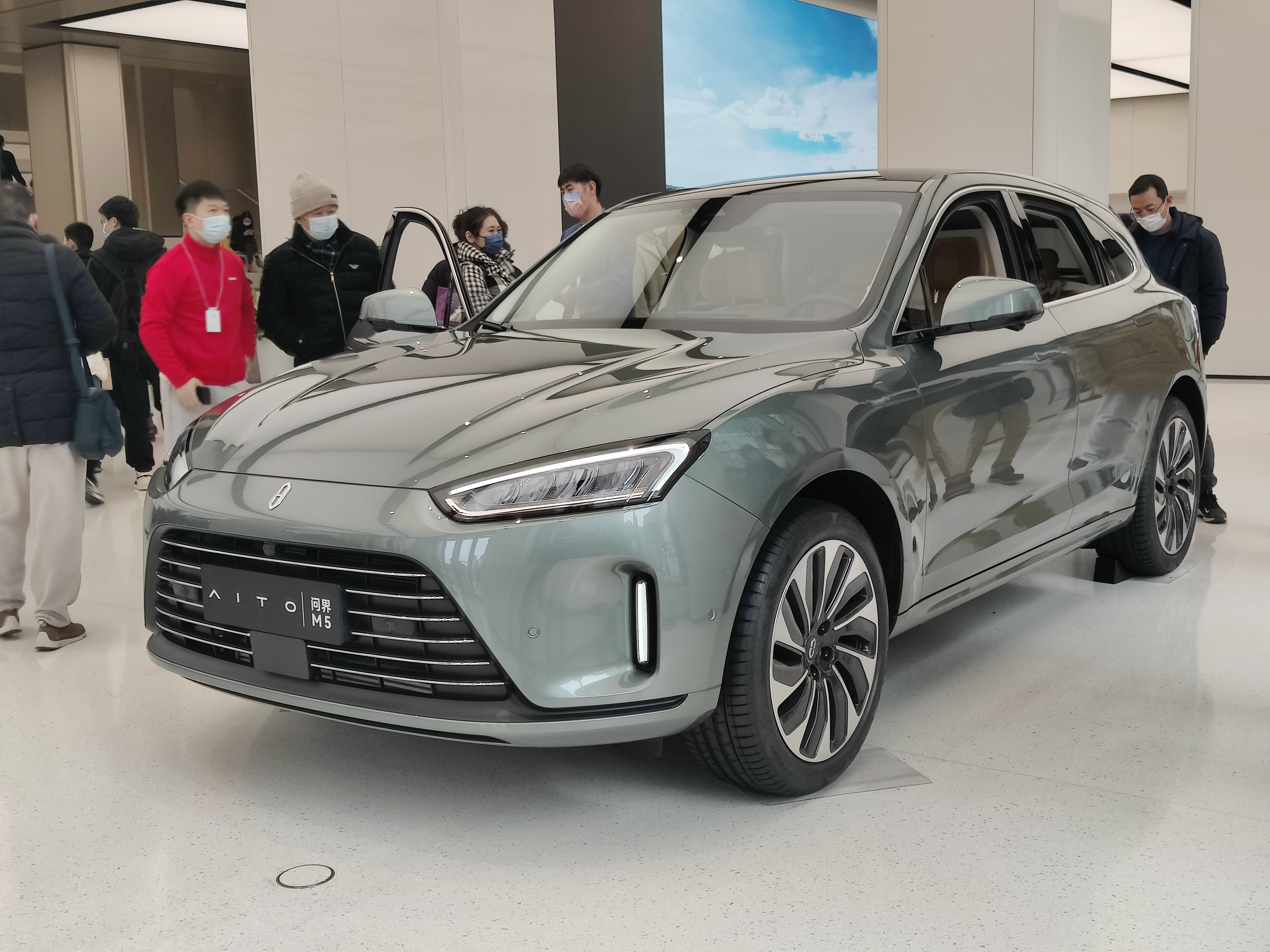
نمای جلو AITO M5
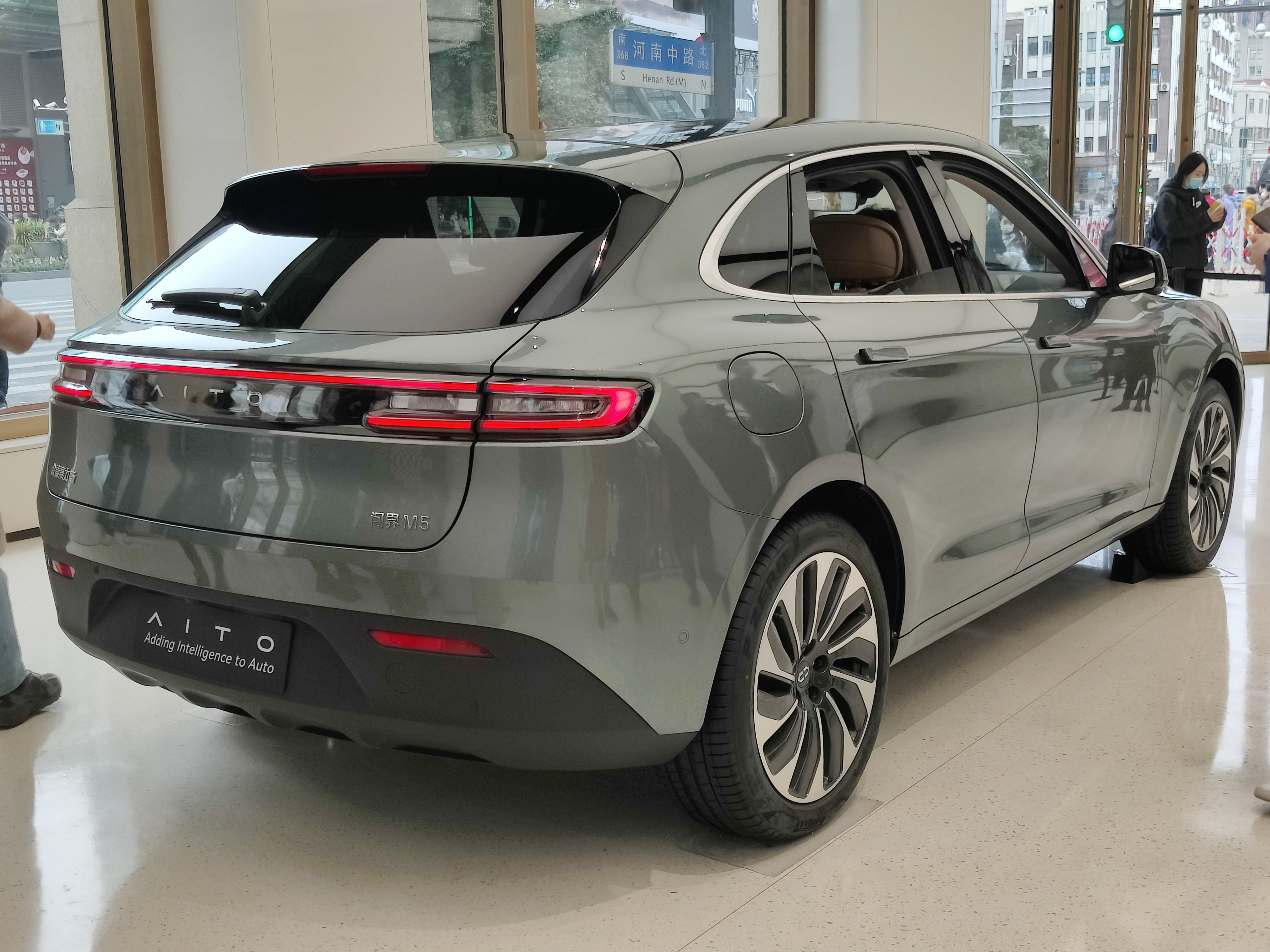
نمای عقب AITO M5
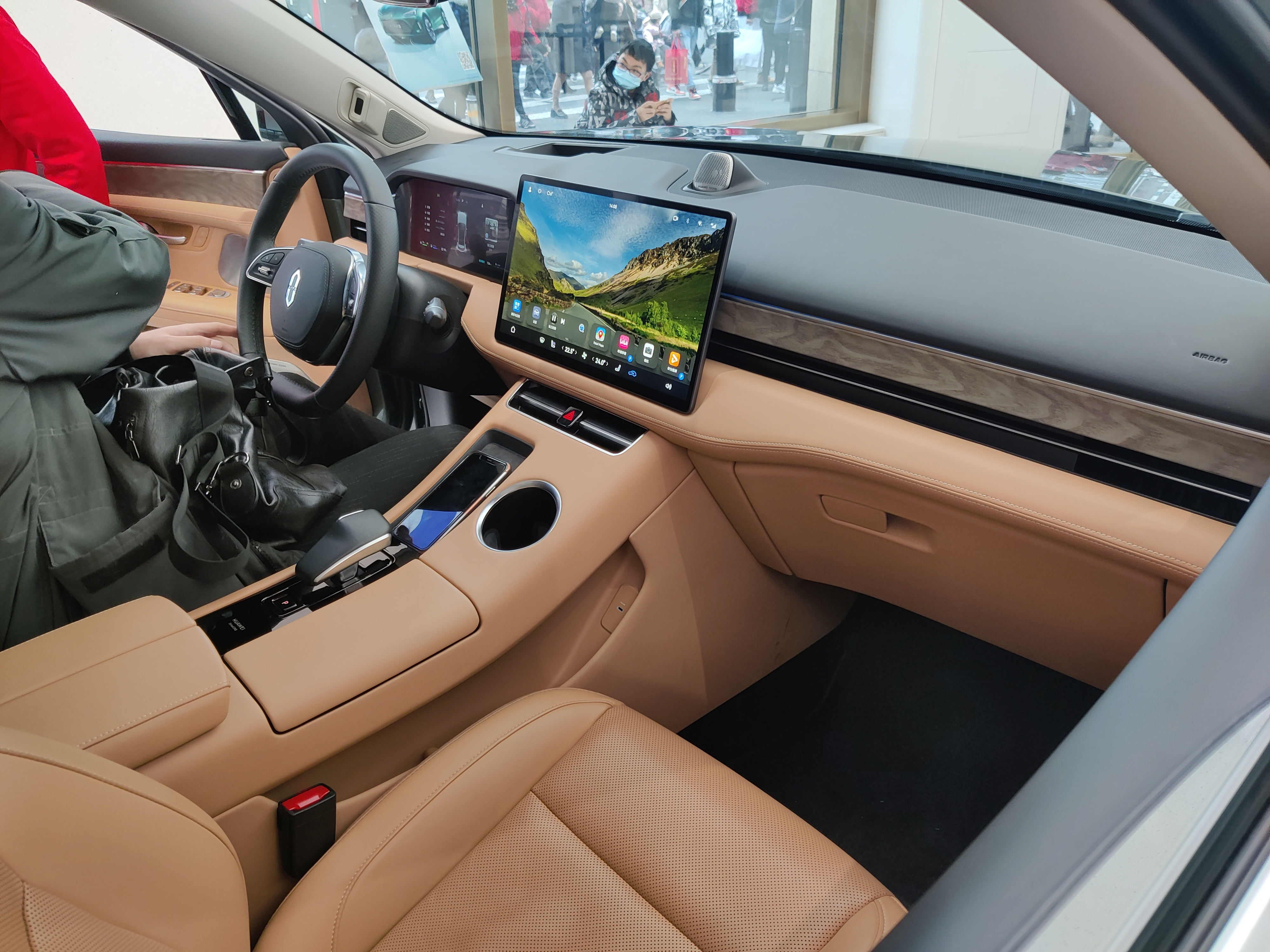
داخل AITO M5

#### آواتر
برند آواتر (阿维塔Aweita) برند خودروهای برقی برتر هوآوی با همکاری چانگان موتورز و CATL است.

### هواوی سولار
هواوی در سال ۲۰۱۱ وارد بازار فتوولتائیک (PV) شد و در همان سال یک مرکز صلاحیت انرژی در نورنبرگ آلمان افتتاح کرد. در سپتامبر ۲۰۱۶، هواوی قابلیت‌های جدید تولیدی را در مرکز آیندهوون خود در هلند ادغام کرد که در این مرکز می‌تواند ۷۰۰۰ واحد اینورتر در ماه تولید کند. در اکتبر همان سال، هواوی وارد بازار آمریکای شمالی شد و با استراتا سولار همکاری استراتژیک برقرار کرد. در آوریل ۲۰۱۷، هواوی با راه اندازی اینورترهای خورشیدی رشته‌ای و بهینه‌سازهای برق DC وارد بازار خورشیدی مسکونی می‌شود.
از سال ۲۰۲۲، هوآوی بزرگ‌ترین تولیدکننده اینورترهای خورشیدی در جهان با ۲۹٪ سهم بازار است که شاهد افزایش رشد ۸۳٪ نسبت به سال ۲۰۲۱ بوده است

## فناوری و تحقیق و توسعه
از سال ۲۰۲۴، بیش از نیمی از کارمندان هوآوی درگیر تحقیقات هستند. در همان سال، هواوی ۲۲٫۱ میلیارد دلار برای تحقیق و توسعه هزینه کرد که حدود ۲۲٫۴ درصد از فروش خالص خود را تشکیل می‌داد و یکی از شش شرکتی در جهان بود که بیش از ۲۰ میلیارد دلار برای هزینه‌های تحقیق و توسعه هزینه کرد. در سال‌های اخیر، هوآوی نوآوری‌های تکنولوژیکی را به عنوان ابزاری برای یکپارچه سازی عمودی زنجیره تأمین خود، به ویژه در مناطق آسیب‌پذیر در برابر تحریم‌ها در اولویت قرار داده است.
این شرکت دارای موسسات تحقیق و توسعه متعدد در کشورهایی از جمله چین، ایالات متحده، کانادا، انگلستان، پاکستان، فنلاند، فرانسه، بلژیک، آلمان، کلمبیا، سوئد، ایرلند، هند، روسیه و ترکیه است. در ژوئیه ۲۰۲۴ هوآوی بزرگ‌ترین مرکز تحقیق و توسعه خود را تا به امروز در نزدیکی شانگهای افتتاح کرد تا نزدیک به ۳۵۰۰۰ نفر از پرسنل خود را در این مرکز تحقیقاتی جای دهد. هوآوی همچنین همکاری‌های تحقیقاتی را با دانشگاه‌هایی مانند دانشگاه بریتیش کلمبیا، دانشگاه واترلو، دانشگاه وسترن انتاریو، دانشگاه گوئلف و دانشگاه لاوال تأمین می‌کند.

## انتقاد و جنجال‌ها
هوآوی با این اتهامات روبرو شده است که محصولاتش حاوی درهای پشتی برای جاسوسی دولت چین هستند و قوانین داخلی از شهروندان و شرکت‌های چینی می‌خواهد که در صورت لزوم با اطلاعات دولتی همکاری کنند. مدیران هواوی این ادعاها را رد کردند و گفتند که این شرکت درخواستی از سوی دولت چین برای معرفی درب پشتی در تجهیزات خود دریافت نکرده است و از انجام این کار خودداری می‌کند و قانون چین آنها را مجبور به انجام این کار نمی‌کند. از سال ۲۰۱۹، ایالات متحده شواهدی مبنی بر هک هماهنگ شده توسط هواوی ارائه نکرده بود.
هواوی برای جنبه‌های مختلف فعالیت خود با انتقاد روبرو شده است، برجسته‌ترین مناقشه مربوط به ادعاهای ایالات متحده در مورد محصولات این شرکت به عنوان فعالیت جاسوسی برای دولت چین است. مدیران هواوی پیوسته این ادعاها را تکذیب کرده‌اند، با بیان اینکه این شرکت تاکنون هیچ درخواستی از دولت چین برای جاسوسی در تجهیزات خود دریافت نکرده است، از انجام این کار خودداری می‌کند و قانون چین آن‌ها را مجبور به انجام این کار نمی‌کند. در اکتبر ۲۰۱۱، وال‌استریت ژورنال در مقاله‌ای این شرکت را ارائه‌دهنده خدمات سانسور به دولت ایران معرفی کرده است.

### کسب و کار
هوآوی سیستم پیچیده‌ای از قراردادها را با شرکت‌های تلفن دولتی محلی به کار گرفت که به نظر می‌رسید شامل پرداخت‌های غیرقانونی به کارکنان اداره مخابرات محلی می‌شد. در اواخر دهه ۱۹۹۰، این شرکت چندین سرمایه‌گذاری مشترک با مشتریان شرکت دولتی مخابرات خود ایجاد کرد. تا سال ۱۹۹۸، هواوی قراردادهایی را با دفاتر تلفن شهری و استانی برای ایجاد شرکت‌های شانگهای هوآوی، چنگدو هواوی، شنیانگ هوآوی، آنهویی هواوی، سیچوان هواوی و سایر شرکت‌ها امضا کرد. سرمایه‌گذاری‌های مشترک در واقع شرکت‌های پوسته‌ای بودند و راهی برای انتقال پول به کارمندان محلی مخابرات بود تا هواوی بتواند برای فروش تجهیزات به آنها معامله کند. برای مثال، در مورد سیچوان هوآوی، شرکای محلی می‌توانند ۶۰ تا ۷۰ درصد از سرمایه‌گذاری خود را در قالب «سود سهام» سالانه برگردانند.

### ادعای حمایت دولت
مارتین تورلی از دانشگاه ناتینگهام گفت که شرکتی به بزرگی هواوی که در بخش حساسی کار می‌کند، بدون ارتباط گسترده با حزب به سادگی نمی‌تواند در چین موفق شود. تسلط 5G برای چین ضروری است تا به چشم‌انداز خود دست یابد که در آن شکوفایی سرمایه‌داری دولتی با ثبات و امنیت اقتدارگرایی توانمند از نظر فناوری ترکیب می‌شود. نایجل اینکستر از مؤسسه بین‌المللی مطالعات استراتژیک بیان می‌کند که «دخالت هوآوی در زیرساخت‌های اصلی 5G دموکراسی‌های لیبرال غربی یک تغییر استراتژیک بازی است که به نوبه خود بخشی از استراتژی جاه طلبانه چین برای تغییر شکل سیاره در راستای منافع خود از طریق ابتکار کمربند و جاده است. در ۷ اکتبر ۲۰۲۰، کمیته دفاعی پارلمان بریتانیا گزارشی را منتشر کرد که در آن به این نتیجه رسیدند که شواهدی مبنی بر تبانی بین هواوی و دولت چین و حزب کمونیست چین، بر اساس مدل مالکیت و یارانه‌های دولتی که دریافت کرده، وجود دارد.

### اتهامات مربوط به روابط نظامی و اطلاعاتی
در سال ۲۰۱۱، گزارشی توسط Open Source Enterprise به تفصیل ظن آن در مورد ارتباط نزدیک احتمالی بین هواوی و دولت چین، مانند استخدام قبلی سون یافنگ، رئیس سابق اداره ارتباطات وزارت امنیت دولتی (MSS) ارائه شد.در سال ۲۰۱۹، رن ژنگفی گفت: «ما هرگز در جاسوسی شرکت نمی‌کنیم و به هیچ‌یک از کارمندان خود اجازه انجام چنین کاری را نمی‌دهیم. و ما مطلقاً هرگز درهای پشتی را نصب نمی‌کنیم. حتی اگر طبق قانون چین از ما خواسته شود، ما قاطعانه آن را رد می‌کنیم.» به نقل از لی کچیانگ، نخست‌وزیر چین، دولت چین از شرکت‌های چینی برای جاسوسی از کشورهای دیگر درخواست نکرده و نخواهد کرد، چنین اقدامی با قوانین چین مطابقت ندارد.
گزارش‌های پیگیری از Wired، یافته‌های ژونگ لون را مورد تردید قرار داد، به ویژه به این دلیل که «دولت چین خود را به آنچه قانون به صراحت اجازه می‌دهد محدود نمی‌کند». همان‌طور که به صراحت در ماده ۷ قانون فعالیت‌های جمع‌آوری اطلاعات ملی جمهوری خلق چین در سال ۲۰۱۷ تصریح شده است، "همه شهروندان و سازمان‌های چینی موظف هستند در صورت درخواست با عملیات اطلاعاتی جمهوری خلق چین همکاری کنند و همچنین محرمانه بودن این عملیات را حفظ کنند. تیم رولیگ، پژوهشگر مؤسسه روابط بین‌الملل سوئد، مشاهده کرد که «نه حداقل با توجه به فقدان حاکمیت قانون در چین، بلکه با توجه به وضوح قانون اطلاعات، این نظر حقوقی هیچ اطمینان قابل توجهی ارائه نمی‌دهد که هواوی می‌تواند از همکاری با اطلاعات چینی خودداری کند، حتی اگر شرکت بخواهد این کار را انجام دهد.

### پرونده منگ وانژو

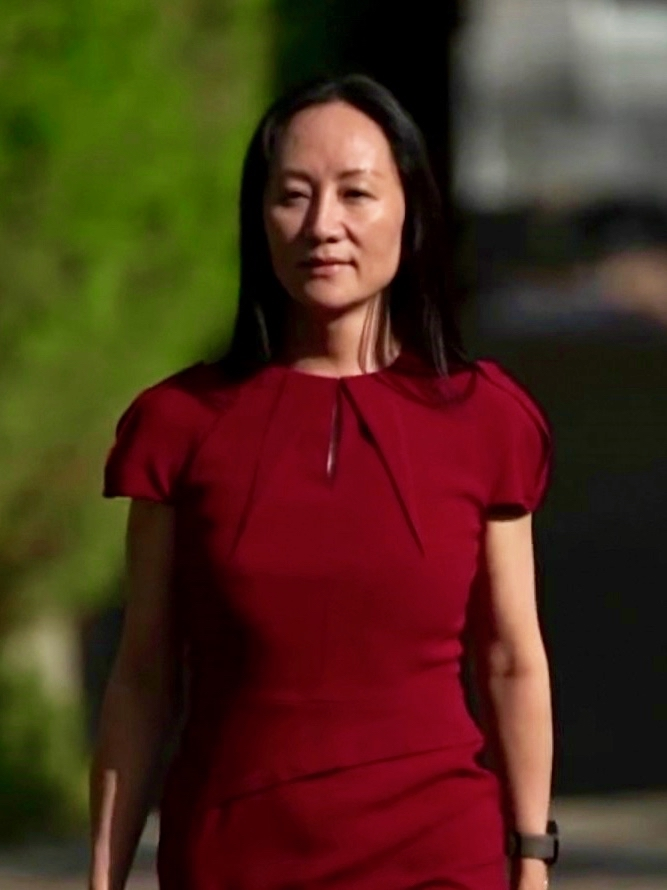
منگ وانژو رئیس هیئت مدیره و رئیس امور مالی (CFO) شرکت چینی هواوی

در ۱ دسامبر ۲۰۱۸، منگ وانژو، نایب رئیس هیئت مدیره و دختر بنیانگذار شرکت هوآوی، پس از ورود به فرودگاه بین‌المللی ونکوور توسط افسران آژانس خدمات مرزی کانادا (CBSA) برای بازجویی بازداشت شد که سه ساعت به طول انجامید. . پلیس سواره سلطنتی کانادا متعاقباً او را به دلیل درخواست استرداد موقت ایالات متحده به دلیل کلاهبرداری و توطئه برای ارتکاب کلاهبرداری به منظور دور زدن تحریم‌های ایالات متحده علیه ایران دستگیر کرد. در ۲۸ ژانویه ۲۰۱۹، وزارت دادگستری ایالات متحده به‌طور رسمی اتهامات کلاهبرداری مالی علیه منگ را اعلام کرد. اولین مرحله از جلسه استرداد منگ از دوشنبه، ۲۰ ژانویه ۲۰۲۰ آغاز شد و در ۲۷ می ۲۰۲۰، زمانی که دادگاه عالی بریتیش کلمبیا دستور ادامه استرداد را صادر کرد، به پایان رسید.
در جریان رسیدگی به دادگاه استرداد، وکلای منگ چندین اتهام علیه دادستان مطرح کردند. در آگوست ۲۰۲۱، قاضی استرداد، منظم بودن این پرونده را زیر سؤال برد و در درک اینکه چگونه پرونده پرونده (ROC) ارائه شده توسط ایالات متحده از ادعای آنها مبنی بر جنایت حمایت می‌کند، مشکل زیادی ابراز کرد.
در ۲۴ سپتامبر ۲۰۲۱، وزارت دادگستری اعلام کرد که با منگ برای حل این پرونده از طریق توافق تعویق تعقیب به توافق رسیده است. به عنوان بخشی از این قرارداد، منگ با بیانیه حقایقی موافقت کرد که می‌گفت اظهارات نادرستی به اچ‌اس‌بی‌سی برای فعال کردن تراکنش‌ها در ایالات متحده داده است.

### نقض مالکیت معنوی
هوآوی با سیسکو سیستم، موتورولا و پان اوپتیس در دعاوی نقض حق ثبت اختراع به توافق رسیده است. در سال ۲۰۱۸، دادگاه آلمانی علیه هواوی و زدتی ای به نفع MPEG LA که دارای حق ثبت اختراع مربوط به کدگذاری ویدیوی پیشرفته است، حکم داد. هواوی به سرقت مالکیت معنوی متهم شده است. در فوریه ۲۰۰۳، سیسکو سیستمز از این شرکت به اتهام نقض حق ثبت اختراع و کپی غیرقانونی کد منبع استفاده شده در روترها و سوئیچ‌های آن شکایت کرد. در جولای ۲۰۰۴، هوآوی کدهای مورد بحث، راهنماها و رابط‌های خط فرمان را حذف کرد و پرونده متعاقباً خارج از دادگاه حل و فصل شد. به عنوان بخشی از توافق، هواوی اعتراف کرد که برخی از نرم‌افزارهای روتر سیسکو را کپی کرده است.
در کنفرانس فناوری سوپر کام در سال ۲۰۰۴ در شیکاگو، یکی از کارکنان هوآوی ظاهراً تجهیزات شبکه سایر شرکت‌ها را برای عکاسی از بردهای مدار باز کرد. برایان شیلدز، افسر ارشد سابق امنیتی نورتل، گفت که شرکت او در سال ۲۰۰۴ توسط هکرهای چینی به خطر افتاد. شیلدز معتقد نیست که هواوی مستقیماً در این هک دخالت داشته است، اما فکر می‌کند که هواوی یکی از ذینفعان این هک بوده است. اسناد گرفته شده شامل نقشه راه محصول، پیشنهادها فروش و اوراق فنی بود. سرویس اطلاعات امنیتی کانادا گفت که با این شرکت تماس گرفت اما با آن مخالفت شد.

## نفوذ آژانس امنیت ملی
در سال ۲۰۱۴، اشپیگل و نیویورک تایمز گزارش دادند که بر اساس افشای جاسوسی جهانی، آژانس امنیت ملی (NSA) در سال ۲۰۰۹ به شبکه کامپیوتری هواوی نفوذ کرده است. هماهنگ‌کننده اطلاعات کاخ سفید و اف‌بی‌آی نیز در این امر دخیل بودند. این عملیات فهرست مشتریان و اسناد آموزشی داخلی هوآوی را به دست آورد. علاوه بر این، به آرشیو ایمیل مرکزی شرکت، از جمله پیام‌هایی از رن ژنگفی، بنیانگذار و سان یافانگ، رئیس، دسترسی پیدا کرد. بر اساس یک سند، داده‌های زیادی جمع‌آوری شد. آژانس امنیت ملی نگران بود که زیرساخت‌های هواوی بتواند قابلیت‌های شنود الکترونیک را در اختیار چین قرار دهد. همچنین می‌خواست راه‌هایی برای بهره‌برداری از محصولات این شرکت بیابد.

## مسئولیت اجتماعی
به عنوان بخشی از حمایت بین‌المللی برای فناوری و آموزش مخابرات، هوآوی کمک‌های مالی و تجهیزاتی را به‌شماری از مراکز دانشگاهی و آموزشی در کشورهایی مانند کنیا، هند، اندونزی، بنگلادش و نیجریه ارائه می‌نماند. در ایالات متحده آمریکا، هوآوی از سال ۲۰۰۸ به عنوان حامی مالی شروع به حمایت از برنامه آینده ارتباطات مؤسسه فناوری ماساچوست (یک تحقیق در زمینه آینده صنعت ارتباطات) نمود.
در سال ۲۰۱۰ هوآوی به کمیسیون پهنای باند برای توسعه دیجیتال که توسط اتحادیه بین‌المللی مخابرات و یونسکو برای حمایت از توسعه پهنای باند در کشورهای در حال توسعه تشکیل شده بود پیوست. در همان سال هوآوی به کنسرسیوم تماس سبز که یک گروه صنعتی برای کمک به تولید شبکه‌های ارتباطی با کارآمدی انرژی بیش از ۱۰۰۰ برابر شبکه‌های امروزی است ملحق شد.
در ژوئن سال ۲۰۱۱ هوآوی یک قرارداد ۵ ساله برای ارائه خدمات مشارکتی، تجهیزات و فناوری تخصصی به ارزش بیش از ۱٫۴ میلیون دلار با دانشگاه کارلتون کشور کانادا به امضاء رساند. این قرارداد به منظور نشر پژوهش‌های تخصصی آزمایشگاهی جهت فناوری و رایانش ابری بود. در همان ماه، هوآوی مسئولیت اجتماعی شرکتی (CSR) خود را برای سال ۲۰۱۰ منتشر کرد.